# Vía transdérmica

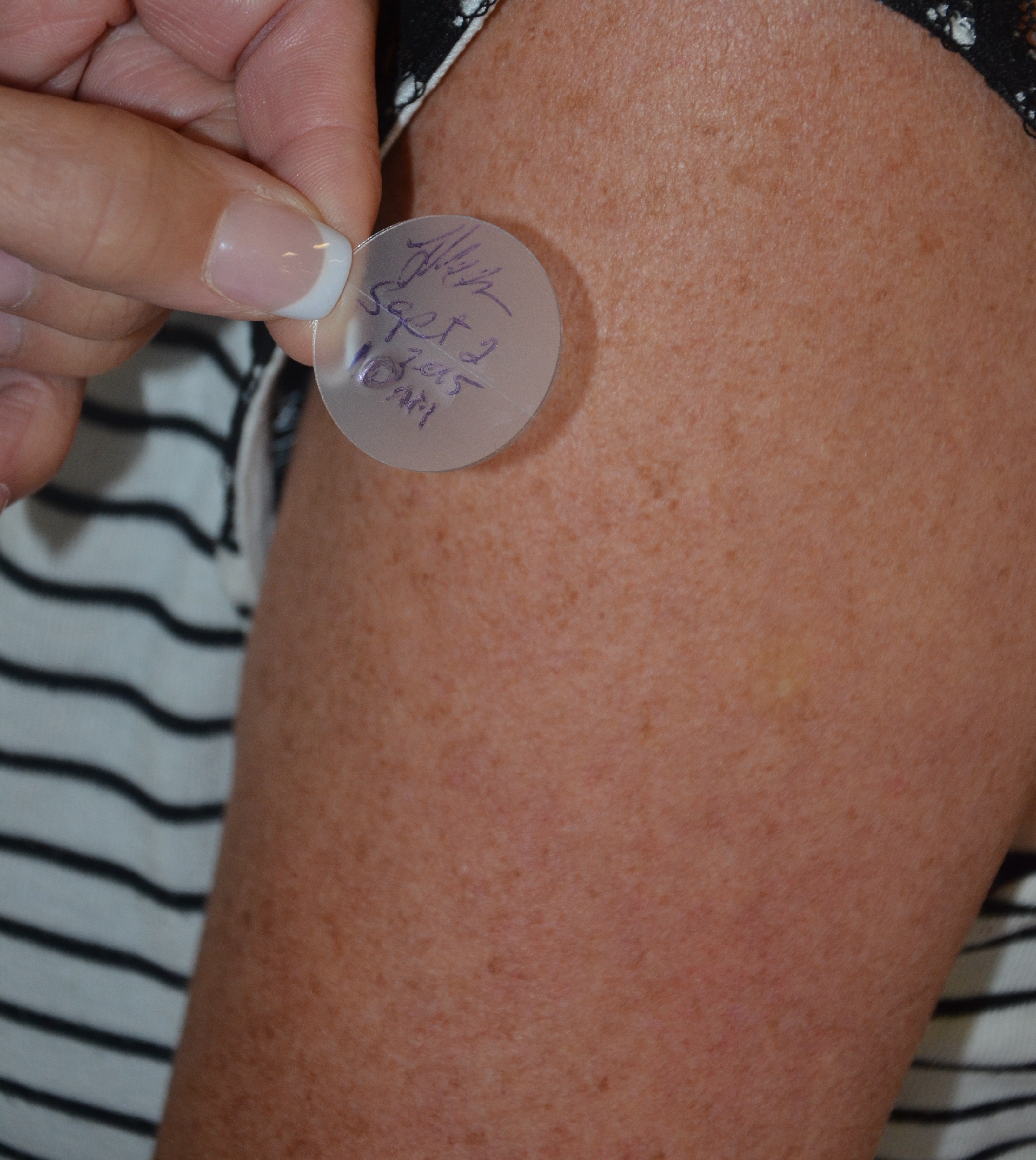
Parche transdermico, aplicación.

La vía trasdérmica (o percutánea) se emplea para la administración de cierto tipo de medicinas para una terapia con características particulares. En esta vía se emplean parches transdérmicos que se adhieren a la piel y que permiten que el medicamento se libere de manera controlada desde el parche, a través de la piel, y hacia el lecho capilar. Muy conveniente para la auto administración.
La administración transdérmica pertenece a las vías de administración alternas. Si bien tal vía ha resultado posible en el contexto de muchas drogas, la administración rutinaria de productos biofarmacéuticos por este medio ha demostrado ser un desafío técnico. Los obstáculos encontrados incluyen su alta masa molecular, su susceptibilidad a la inactivación enzimática y su potencial de agregación. Se han adoptado diversas estrategias en un intento de lograr la entrega biofarmacéutica a través de la piel (sistemas transdérmicos). La mayoría han logrado, en el mejor de los casos, un éxito modesto hasta el momento. Las estrategias empleadas incluyen el uso de un chorro de helio, o la aplicación de un bajo voltaje para acelerar las proteínas a través de la piel.

## Ventajas
Los fármacos administrados por vía transdérmica se absorben fácilmente en la piel y proporcionan efectos sistémicos. Este tipo de administración técicamente se llama sistema de administración transdérmica de medicamentos. Cuando el parche se aplica en la piel, el fármaco se absorbe gradualmente hacia la circulación sistémica. Este tipo de sistema de medicamentos mantiene una concentración sanguínea relativamente constante y reduce la posibilidad de toxicidad. Además, el uso de drogas con esta vía causa menos reacciones adversas, aunque puede haber efectos secundarios inherentes al fármaco, y la administración es menos frecuente que cuando los medicamentos se administran por otra vía.
La administración transdérmica de fármacos, como el trinitrato de glicerilo y la nicotina, evita el metabolismo de primer paso (o extracción de primer paso, esto es la fracción de fármaco que escapa del aclaramiento de primer paso desde la sangre portal), y proporciona una velocidad de absorción lenta, impuesta por la velocidad de transferencia a través de la piel o la velocidad de liberación de la formulación en parche. Se han comercializado parches transdérmicos con hormonas destinadas a la anticoncepción y a la sustitción.
Las formas fármacéuticas transdérmicas pertenecen a la categoría de formas de liberación controlada porque poseen un mecanismo de liberación del fármaco durante períodos prolongados. Para que un fármaco pueda administrarse por vía transdérmica, sus características de liberación cutánea deben ser adecuadas; además, debe ser un fármaco potente, ya que la velocidad de penetración y la superficie de aplicación son limitadas.

## Fármacos aplicados vía transdérmica
- Buprenorfina
- Capsaicina
- Clonidina
- Escopolamina[1]
- Etinilestradiol y norelgestromina
- Fentanilo
- Lisurida
- Nitroglicerina
- Testosterona

En estos meses se ha estado probando con elastómeros para la administración trandérmica de Diacereína, un fármaco empleado en osteoartritis que tiene una actividad modificadora de los síntomas de la osteoartritis, a través de su metabolito activo, la reína, que actúa como un inhibidor de la Interleucina-1.
Otro fármaco en que se está investigando una técnica para ser administrado vía transdérmica es el Haloperidol. Este fármaco es uno de los antipsicóticos ampliamente utilizados, pero cuando se administra por vía oral, sufre una baja biodisponibilidad debido al metabolismo de primer paso hepático. El objetivo de un estudio fue desarrollar un producto con Spanlastic (un sistema portador de fármacos vesicular elástico basado en surfactantes, para usarse en fármacos para ser aplicados tópica y transdérmicamente), conteniendo un potenciador de la penetración que permita incrementar la permeación transdérmica del Haloperidol con una liberación sostenida.